# کاخ توپکاپی
کاخ توپکاپی یا توپقاپی (به ترکی عثمانی: توپکاپی سارایی، به ترکی استانبولی: Topkapı Sarayı) از قصرهای معروف امپراتوری عثمانی در شرق ناحیهٔ فاتح استانبول است که از ۱۴۶۵ تا ۱۸۵۳ مرکز اداری این امپراتوری بود و مشتمل‌بر کتابخانه و موزه نیز هست. محمد دوم در ۱۴۵۹ دستور ساخت این قصر را داد و کار ساختن آن در ۱۴۶۵ به پایان رسید. این قصر بین خلیج شاخ طلایی و دریای مرمره در استانبول واقع شده و چشم‌اندازی بسیار عالی به تنگه بسفر دارد.
در سال ۱۸۵۳، عبدالمجید یکم تصمیم گرفت محل اقامتش را به قصر تازه‌ساز دلمه‌باغچه منتقل کند که نخستین کاخ مدل اروپایی شهر بود. امروز قصر توپ‌کاپی به موزه تبدیل شده است و از جذاب‌ترین جاذبه‌های توریستی ترکیه است. در این موزه بسیاری از آثار ادبی و هنری ایران نیز نگاه داشته می‌شود. در این موزه آثاری همچون لباس پیامبر اسلام، مهر نبوت، شمشیرهای مختلف، دندان، مو و کفش وی نگهداری می‌شود.

## نام
تا قرن هجدهم نام کاخ سرای جدید عامره (به عثمانی: سرای جدید عامره، کاخ جدید امپراطوری)  بود. کاخ در زمان سلطان محمود اول نام فعلی خود را دریافت کرد. هنگامی که سرای ساحلی توپکاپوسو، کاخی ساحلی بود که در آتش‌سوزی ویران شد و نام آن به کاخ تغییر یافت. در ترکی، نام فعلی کاخ توپکاپی، به معنی دروازه توپ است.

## مشخصات
مجموعهٔ کاخ در شبه‌جزیره سارای‌برنو، روی زمین کوهپایه‌ای، دماغه مشرف به شاخ طلایی، جایی که تنگه بسفر با دریای مرمره روبرو می‌شود قرار دارد. خود کاخ در یکی از بلندترین نقاط نزدیک به دریا واقع شده است. در زمان یونان و بیزانس، آکروپلیس شهر یونان باستان بیزانسیون در اینجا ایستاده بود.

### حرمسرا

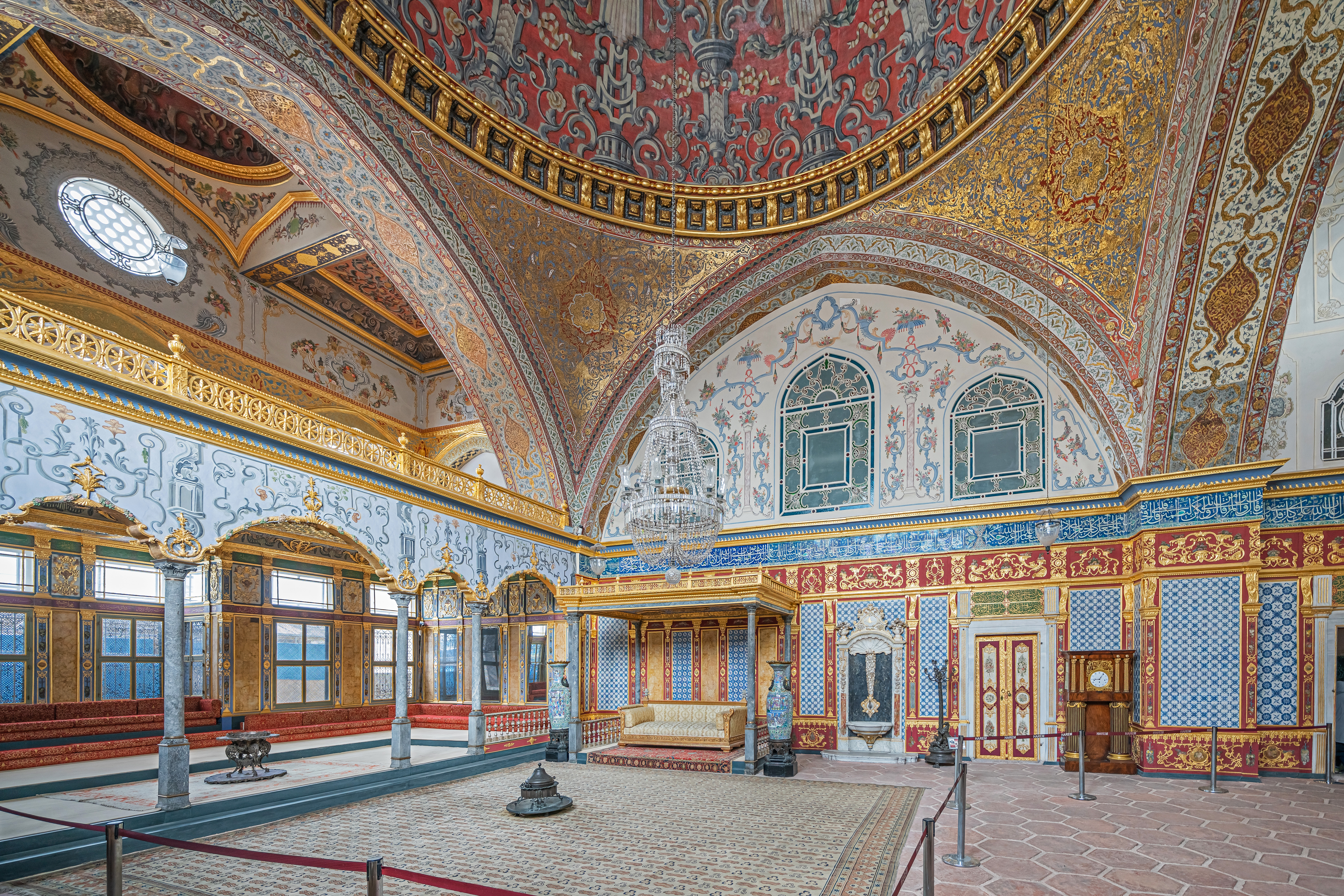

حرم‌سرای همایون (Harem-i Hümayûn) یکی از بخشهای آپارتمان‌های خصوصی سلطان بیش از ۴۰۰ اتاق داشت. حرم‌سرا خانه مادر سلطان، والده سلطان، همسران صیغه‌ای و همسران سلطان و بقیه خانواده‌اش، از جمله فرزندان و خادمان آنها بود. حرمسرا از مجموعه‌ای از ساختمان‌ها و سازه‌ها تشکیل شده که از طریق راهروها و حیاط‌ها به هم متصل می‌شوند. هر تیم خدماتی و گروه سلسله مراتبی که در حرم‌سرا زندگی می‌کردند که دارای فضایی شخصی و در اطراف آن حیاط بوده است. تعداد اتاق‌ها که احتمالاً بیش از ۱۰۰ اتاق بوده که تعداد دقیق آنها مشخص نشده است. فقط تعداد کمی از آنها برای عموم آزاد است.

### ورودی اصلی حرمسرا
ورودی اصلی (Cümle Kapisi) حرم‌سرای محل زندگی خانواده و همسران صیغه ای سلطان را از حیاط خواجه‌ها جدا می‌کند. در به پست نگهبانی (Nöbet Yeri) که سه بخش اصلی حرمسرا به آن متصل شده است، منتهی می‌شود. در سمت چپ پست نگهبان از طریق راهروی همسران صیغه ای به قسمت مخصوص همسران صیغه ای (Kadınefendiler Taşlığı) منتهی می‌شود.

### جاده طلایی
جاده طلایی یک گذرگاه باریک است که محور حرم را تشکیل می‌دهد، قدمت آن از قرن ۱۵ است. این مکان بین حیاط Harem Eunuch (Harem Ağaları Taşlığı) و اتاق خصوصی (Has Oda) واقع شده است. سلطان از این گذرگاه برای عبور به حرم، اتاق محرمانه و تخت همایونی، تراس شاهنشاهی استفاده کرد. حیاط والده سلطان، حیاط رئیس همسر سلطان (Baş Haseki)، آپارتمان‌های شاهزادگان (Şehzadegân Daireleri) و آپارتمان‌های سلطان‌ها (Sultanların Daireleri) به این مکان باز است. دیوارهای گذرگاه با رنگ سفید ساده نقاشی شده است. اعتقاد بر این است که صفت «طلایی» به این خاطر به این مکان داده شده که در روزهای جشن، سکه‌های طلا برای همسران صیغه‌ای پرتاب می‌شد. اگرچه برخی از محققان در این مورد اختلاف دارند.

## در فرهنگ عامه
- فیلم «توپکاپی» ساختهٔ ۱۹۶۴ و به کارگردانی ژول داسن و بازی ملینا مرکوری و پیتر یوستینف، در استانبول می‌گذرد و موضوع آن تلاش گروهی از دزدان برای دزدیدن خنجر توپ‌قاپی است.